# 8 Batalion Strzelców (PSZ)

Sztandar batalionu

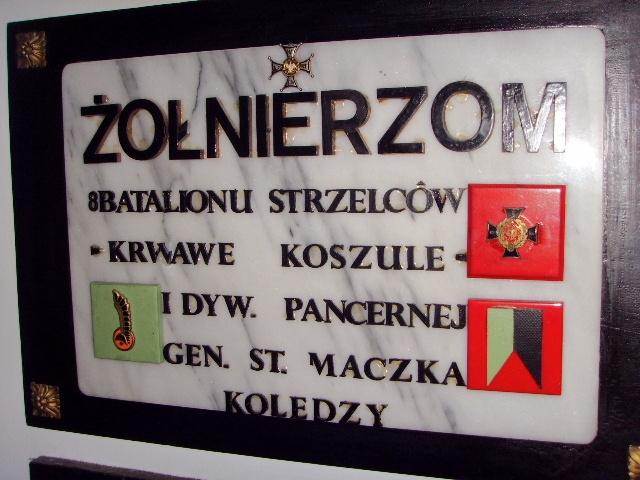
Tablica w kościele garnizonowym w Londynie

8 Batalion Strzelców – pododdział piechoty 3 Brygady Strzelców Polskich Sił Zbrojnych.
Batalion powstał w Szkocji 16 czerwca 1942 jako 1 Batalion Strzelców, w ramach Grupy Wojsk Wsparcia 1 Dywizji Pancernej, a 1 listopada 1943 wszedł do 3 Brygady Strzelców jako 8 Batalion Strzelców. Batalion nie nosił nigdy nazwy "Brabancki" i nigdy nie otrzymał takiego wyróżnienia. Od bitwy w Normandii batalion używał nazwy żargonowej "Krwawe Koszule". Nosząc szaliki w barwie szkarłatnej.
Swoje święto obchodzi 31 października, w rocznicę najbardziej krwawej i najsławniejszej bitwy batalionu o kanał Mark w 1944.

## Formowanie i zmiany organizacyjne
Batalion powstał w Szkocji 16 czerwca 1942 jako 1 Batalion Strzelców, w ramach Grupy Wojsk Wsparcia 1 Dywizji Pancernej, a 1 listopada 1943 wszedł w skład formowanej 3 Brygady Strzelców jako 8 batalion strzelców.

## Działania bojowe

### Bitwa w Normandii
Po przybyciu do Francji w pierwszych dniach sierpnia 1944 roku batalion został skoncentrowany w składzie macierzystej 3 Brygady Strzelców w rejonie Magny-En-Bessin. Z dniem 7 sierpnia w godzinach popołudniowych został przydzielony do 10 Brygady Kawalerii Pancernej w jej kolumnie podjął marsz w kierunku front. Stan batalionu w dniu  rozpoczęcia bitwy w Normandii to 39 oficerów i 801 szeregowych. W dniu 8 sierpnia w godzinach popołudniowych prowadził natarcie w II rzucie za czołowymi pułkami 10 BKPanc. oczyszczając teren w rejonie stanowisk wyjściowych do natarcia. W godzinach nocnych o 22.35 8 batalion strzelców wykonał natarcie w kierunku rejon Saint-Aignan-de Cramesnil docierając do ugrupowanego na stanowiskach 10 pułku strzelców konnych. Od godzin nocnych powrócił do macierzystej brygady. W dniu 8 i nocy 8/9 sierpnia batalion stracił 3 poległych 24 rannych i 2 zaginionych. 10 sierpnia o godz. 19 na przygotowujący się do natarcia na wzg. 140 8 batalion strzelców na podstawach wyjściowych za linią obrony 10 pułku dragonów w Estrees-la-Campagne dostał się pod nawałę ogniową, która zadała mu duże straty i była przyczyną dezorganizacji. W efekcie natarcie batalionu odwołano. Straty jakie batalion poniósł w dniach 8-12 sierpnia to; 20 poległych, 84 rannych i 7 zaginionych. 14 sierpnia w ramach drugiego etapu bitwy 8 batalion strzelców przygotował się do natarcia w I rzucie 3 BS, jednak mające wesprzeć natarcie brytyjskie lotnictwo bombowe zbombardowało własne oddziały w wyniku czego w rzucie tyłowym zniszczeniu uległy liczne pojazdy batalionu z zaopatrzeniem. Ponadto zniszczeniu i dezorganizacji uległy stanowiska artylerii mającej wspierać batalion oraz system łączności. 8 batalion  rozpoczął natarcie przy wsparciu własnych moździerzy i ciężkich moździerzy 1 szwadronu ckm w kierunku lasu Quesnay. Natarcie prowadzono czołowymi kompaniami strzeleckimi 2 i 4. Trzykrotne próby zdobycia lasu nie powiodły się i przyczyniły się do wysokich strat: 10 poległych, 27 rannych i 2 zaginionych. Wspierający 8 batalion 1 szwadron 24 puł również poniósł straty od broni przeciwpancernej wroga. W godzinach porannych 15 sierpnia 8 baon podjął natarcie w kierunku miejscowości Aisy, a następnie Potigny, które opanował. 16 sierpnia przyczółek na rzece Dives w Vendeuvre obsadził 8 batalion. W tym samym dniu 8 batalion strzelców został podporządkowany dowódcy 2 pułku pancernego tworząc taktyczną grupę bojową "Koszutski". O godz. 15 strzelcy 8 batalionu zaatakowali przy wsparciu ogniowym wszystkich czołgów grupy oraz artyleryjskim 2 pamot. wieś Barou, którą zdobyli. Następnie 8 baon wspierany przez czołgi 2 pułku pancernego zdobył Louvagny. W trakcie walk o tę miejscowość batalion był pomyłkowo ostrzeliwany przez własne czołgi i artylerię. W trakcie walk został lekko ranny w policzek dowódca batalionu, któremu krew z rany zalała koszulę. Następnego dnia w południe grupa taktyczna "Koszutski" natarciem czołgów i piechoty 8 baonu zdobyła wzg. 96 i Norrey-an-Auge. W godzinach przedwieczornych batalion wraz z całą grupą uchwycił wzg. 159. Po otrzymaniu rozkazu opanowania wzg. 259, 8 batalion "Krwawych Koszul" wraz z czołgami na podejściach do wzgórza stoczył walkę z nieprzyjacielem otwierając drogę na przedmiot natarciao północy 18 sierpnia batalion podjął marsz wraz z resztą grupy w kierunku Chambois, lecz z uwagi na warunki nocne, mgłę i uciążliwy teren zgrupowanie pomyliło drogę. Tocząc walki dotarło do Les Champeaux. Po drodze odłączyła się część batalionu i I dywizjon 1 pappanc. Z uwagi na brak amunicji i paliwa w pojazdach batalion nie prowadził dalszego marszu i prowadził walki obronne. Podążająca kolumna zaopatrzeniowa została w większości zniszczona omyłkowo przez taktyczne lotnictwo alianckie. W godzinach wieczornych 18 sierpnia w rejon Bourdon i miejscu postoju grupy "Koszutski" dociera zgrupowanie "Stefanowicz" dostarczone jest też zaopatrzenie. W nocy i rano 18/19 sierpnia batalion prowadzi walki obronne z nacierającym nieprzyjacielem; piechotą i czołgami znajdując się okresowo pod nękającym ogniem moździerzy i artylerii polowej. 19 sierpnia w godzinach przedpołudniowych dołącza do batalionu jego zagubiona część oraz dostarczone zostają amunicja, paliwo i zaopatrzenie. 19 sierpnia w godzinach wieczornych wraz z 2 pułkiem pancernym i 8 bs przebił się na wzg. 262 północne. W okresie od 19 do 22 sierpnia batalion prowadził obronę w ciężkich warunkach w całkowitym okrążeniu. 21 sierpnia w godzinach wieczornych do stanowisk obrony na wzg. 262 (Maczuga), w tym 8 batalionu strzelców dotarły oddziały kanadyjskiej 4 DPanc transportując zaopatrzenie i umożliwiając nawiązanie łączności z zapleczem, ewakuację rannych i jeńców. 23 sierpnia batalion odchodzi na odpoczynek na zaplecze frontu.

### Pościg przez Francję i Belgię
29 sierpnia 1944 roku od godzin wieczornych batalion podjął marsz i pościg w ramach 10 BKPanc., maszerującej w siłach głównych dywizji za wydzielonymi grupami bojowymi. 2 września batalion został przydzielony do wsparcia grupy bojowej "Zgorzelski" wspólnie z nią podjął walki o sforsowanie Sommy i zdobycie Abbeville. Na łodziach szturmowych obsługiwanych przez polskich saperów nocą 2/3 września czołowe kompanie sforsowały rzekę i zdobyły przyczółek w rejonie Gouy i Port le Grand, następnie na przyczółek po zbudowanej przez saperów kładce przyczółek zajął cały batalion bez broni ciężkiej. Przez pozycje 8 bs przeszedł 9 bs i włączył się do szturmu o Abbeville. Następnie 6 września 8 bs wziął udział w walkach miejskich o zdobycie miasta Ypres, zdobywając o świcie wraz z całą 3 BS miasto. Wydzielona i wzmocniona kompania strzelecka batalionu weszła w dniu 8 września w skład grupy bojowej "Dowbor" mającej opanować miasto Thielt. W trakcie ciężkich walk o miasto wziął udział cały batalion, współdziałał z pancerniakami 24 pułku ułanów i plutonem ckm z 1 szwadronu ckm. 11 września batalion osiągnął w ramach 3 BS Gandawę luzując oddziały brytyjskiej 7 DPanc. 12 i 13 września 8 bs w walkach opanował północną część Gandawy wypierając wroga w kierunku rzeki Lieve. Od 15 września 1944 r. 8 bs wchodzi w skład grupy taktycznej płk. W. Deca osłaniającej Gandawę.

### Walki na pograniczu belgijsko-holenderskim
17 września 8 bs został podporządkowany dowódcy 10 BKPanc., w godzinach popołudniowych przeprowadził natarcie na miejscowość La Clinge, którą zdobył w godzinach wieczornych. 18 września batalion powrócił do macierzystej 3 BS. 19 września z przyczółka zdobytego przez bsp na kanale Axel-Hulst uderzył na miasto Axel, wspólnie z 9 bs zdobywając je. Następnie batalion współdziałając z 10 psk, podjął dalsze natarcie w kierunku północnym na Terneuzen. Od godz. 6 natarcie prowadził oddział wydzielony 8 bs, zajął miejscowość Zaamslag. Pozostała część batalionu w południe dotarła do morza. Po południu 8 batalion wraz z 1 szwadronem 10 psk, I dywizjonem 1 pappanc, ze wsparciem 2 pamot. oczyścił rejon Kamven i Othene. Od 21 do 27 września batalion na opanowanym w walkach terenie prowadził działania oczyszczające i wypoczywał. Od 29 września 8 batalion został podporządkowany 10 BKPanc. i pozostawał w II rzucie dywizji. Od 2 października 1944 r. 8 batalion został wprowadzony do natarcia w kierunku Nord Bosch. Obejście miasta przy udziale oddziału wydzielonego i 10 psk pozwoliło 8 bs czołowym natarciem zdobyć miasto Nord Bosch. 3 października 10 BKPanc. czołowymi oddziałami prowadziła natarcie w kierunku Baerle Nassau, w II fazie natarcia tego dnia brał udział 8 batalion, który wykonał szturm na miasto zdobywając je w godzinach wieczornych i nocnych ze wsparciem czołgów 1 pułku pancernego. W dniu 5 października przy wsparciu artylerii i lotnictwa taktycznego 8 bs współdziałał z 10 psk prowadząc natarcie w kierunku Baarle Bosschoven. Po południu z tym samym wsparciem batalion zdobył lasy na zachód od Alphen w rejonie Kwalburg. Następnie od 6 do 26 października wraz z całą dywizją batalion przeszedł do obrony zajętego terenu. 27 października 1944 r. 8 bs w ugrupowaniu 10 BKPanc. o godz. 8.00 rozpoczął natarcie, wspólnie z bspodh. oczyszczał lasy na północ od Alphen-Oosterwijk. Od 28 października 8 batalion w zgrupowaniu 10 BKPanc. w godzinach popołudniowych ze wsparciem czołgów 1 pułku pancernego i 10 psk zdobył miejscowość Ijpelaar. 29 października 8 batalion strzelców ze wsparciem 2 szwadronu pancernego 2 pułku szturmuje Bredę. 31 października o godz. 6.00 batalion przystąpił do walk o sforsowanie rzeki Mark na płn.-wsch. od Bredy. Ok. godz.15 8 bs pomimo zaciętego oporu wroga sforsował rzekę i utworzył przyczółek, silny kontratak niemiecki i silny ostrzał artylerii uniemożliwiły zbudowanie mostu. W godzinach nocnych 31 X/1 XI uruchomiono przeprawę pontonową wzmacniając obronę 1 szwadronem 2 pułku pancernego oraz baterią samobieżną 1 pappanc. W silnym ogniu obrony niemieckiej utracono większość pojazdów pancernych i wieczorem 1 listopada na rozkaz dowódcy korpusu przyczółek został ewakuowany, a 8 batalion przeszedł do odwodu. 5 listopada do natarcia w I rzucie  3 BS został wprowadzony 8 bs, 2 pułk pancerny oraz I/1 pappanc. podzielony na trzy oddziały wydzielone; OW nr 1 - 8 bs (bez dwóch kompanii) szwadron 2 ppanc i bateria samobieżna ppanc. OW nr 2 - 2 ppanc (bez dwóch szwadronów) z kompanią 8 bs i baterią samobieżną. OW nr 3 - kompania 8 bs, szwadron czołgów 2 ppanc i bateria samobieżna ppanc. Dodatkowo w składzie każdego OW; drużyna saperów i w dwóch pierwszych OW brytyjski pluton czołgów z miotaczami ognia. Pod koniec dnia 8 batalion ze wsparciem dotarł poprzez zaminowany teren do linii drogi Hooge Zwaluwe i Zevenbergschen Hoek. Na tej linii z uwagi na silny opór wroga natarcie zgrupowania zatrzymało się. 8 listopada o godz. 18.00 do walk o miasto Moerdijk przystąpił 8 batalion strzelców. Wraz z innymi batalionami oczyścił miasto z grup nieprzyjaciela oraz podjął ochronę mostów. 9 listopada rano miasto zostało zdobyte i oczyszczone z wroga.

### Obrona i dozorowanie odcinka frontu nad Mozą
Od 9 listopada do 19 grudnia 1944 r. 8 batalion strzelców rotacyjnie dozorował odcinek Mozy. Żołnierze batalionu wypoczywali, przebywali na urlopach, szkoleniach, pozostali pobierali nowy sprzęt i wyposażenie oraz naprawiali niesprawny. Przybywały uzupełnienia żołnierzy, ponadto grupy kombatantów batalionu uczestniczyli w uroczystościach otrzymując odznaczenia i awanse. Dalsze działania obronne i dozorowe na placówkach nad Mozą oraz szkoleniowe batalion prowadził do 7 kwietnia 1945 roku. 

### Walki we wschodniej Holandii i w Niemczech
Maszerujący w kolumnie 3 BS 8 batalion strzelców w dniu 9 kwietnia 1945 r. po osiągnięciu rejonu Neede-Goor, w godzinach popołudniowych 9 kwietnia zdobył miejscowość Wierden. 12 kwietnia z 8 batalionu wydzielono dwa oddziały wydzielone, każdy w sile wzmocnionej kompanii strzeleckiej i szwadronu 2 pułku pancernego, mające za zadanie prowadzenie natarcia w kierunku kanału Vereenigd, przekraczając granicę holendersko-niemiecką. Po dotarciu do kanału z uwagi na zniszczenia dróg i wysadzone mosty i mostki natarcie batalionu posuwało się wolno. Oba oddziały wydzielone połączono w zgrupowanie mjr. Gryzieckiego, które sforsowało pod koniec dnia Ruiten-Aa Kanal i opanowało część miasteczka Bourtange, a wydzielony oddział kombinowany w składzie plutonów; rozpoznawczego i strzeleckiego 8 bs oraz rozpoznawczego 2 ppanc. we współdziałaniu z belgijskim 1 batalionem spadochronowym SAS zdobyli miejscowość Blijham. 13 kwietnia zgrupowanie mjr Gryzieckiego zostało podporządkowane dowódcy 2 ppanc. ppłk. Koszutskiemu, wspólnymi siłami grupa bojowa opanowała pozostałą część Bourtange i podejścia do Neue Rhede rozbijając niemiecki 366 morski batalion forteczny. Walczący oddział mjr. Gryzieckiego w ramach grupy bojowej "Koszutski" zdobył Neue Rhede i wieczorem dotarł do skraju miasta Rhede. 14 kwietnia 8 batalion oczyszczał wschodni brzeg kanału Vereenigd. 16 kwietnia 2 szwadron 2 ppanc. z plutonem strzeleckim batalionu zdobyły wieś Nieuweschans na granicy holendersko-niemieckiej. Oddział mjr. Gryzieckiego w składzie grupy bojowej "Koszutski" opanował południowy skraj Stapelmoor, pozostawiając tam 3 kompanię 8 bs. 17 kwietnia pozostała 2 kompania w Zgrupowaniu "Koszutski" wzięła udział w walce o Rhede wspólnie z 2 ppanc i 10 pdrag. Główne siły 8 bs ugrupowały się na linii frontu, obok batalionu podhalańskiego. 18 kwietnia Oddział mjr. K. Gryzieckiego w ramach Zgrupowania "Szydłowski" prowadził natarcie na Borsum i lasy na północ od tej miejscowości opanowując miejscowość i lasy wieczorem. Od 19 kwietnia 8 bs został wycofany z linii i przeszedł do odwodu dowódcy 1 DPanc. 21 kwietnia część 8 bs wspólnie ze szwadronami 10 psk oczyściły rejon na wschód od zdobytego przyczółka przez 9 bs na Küsten Kanal opanowując Neue Lehe i Börgermoor. 22 kwietnia grupa bojowa ppłk Nowaczyńskiego została wzmocniona dywizjonem I/1pappanc i II dywizjonem 2 pamot. 23 kwietnia opanowała Langholt. 25 kwietnia nastąpiło przegrupowanie sił, zgrupowanie ppłk. Nowaczyńskiego zostało podporządkowane 3 BS, osiągnęło Ostrauderfehn, 27 kwietnia batalion opanował rejon Bollingen i nazajutrz oczyścił go z drobnych grup wroga. 27 kwietnia zgrupowanie ppłk. Nowaczyńskiego składające się z 8 bs, 10 psk i dywizjonu 1 pappanc. podczas całodziennych walk zdobyły miejscowości Strücklingen, Ramsloh, Scharzel na południe od Bollingen. 28 kwietnia ze zgrupowania odszedł 10 psk do odwodu dowódcy dywizji. 29 kwietnia batalion rozpoznawał patrolami przeprawy na rzece Jumme i w kierunku Barsel. 30 kwietnia 8 bs oczyszczał las Bokelesch, Elisabethfehn-Kanal. 1 maja przydzielono 2 kompanię strzelecką do 10 psk, które to siły opanowały poprzez obejście stanowisk niemieckich Remels i cztery mosty na kanale Nord-Georgsfehner. 2 maja 1945 r. 2 kompania wspierając 10 psk, wraz z nim zdobyła miejscowość Gross-Sander. 3 maja 2 kompania wraz z 10 psk prowadząc natarcie dotarła w rejon miejscowości Astederfeld opanowując ją. W związku z kapitulacją wojsk niemieckich o godz. 8.00 dnia 5 maja 1945 działania bojowe wstrzymano.

## "Krwawe Koszule" po wojnie
5 maja 1945 roku 8 batalion strzelców pomaszerował do Wilhelmshaven, gdzie wraz z 2 pułkiem pancernym pod dowództwem zastępcy dowódcy 10 BKPanc. płk dypl. Antoniego Grudzińskiego pełnił funkcje okupacyjne. Działania okupacyjne na tym terenie batalion pełnił do 20 maja 1945 roku. Zadaniem jego było oczyszczanie terenu z niedobitków, rozbrajanie osób i terenu z broni i amunicji, wyłapywanie przebranych żołnierzy i funkcjonariuszy hitlerowskich, egzekwowanie zarządzeń i warunków kapitulacji w tym ustalonej godziny policyjnej. W trakcie walk we Francji, Belgii, Holandii i na terenie Niemiec z szeregów batalionu poległo 187 żołnierzy, 632 zostało rannych, a 6 zaginęło. Utracono jako zniszczonych 31 pojazdów gąsienicowych, 1 działo, 22 motocykle. Wzięto do niewoli 2915 jeńców. Otrzymano odznaczeń polskich: 30 Krzyży VM Vkl, 288 KW, 88 KZ z M, zagranicznych: 1 DSO, 2 MC, 2 MM, 2 Croix de Guerre i inne.
Struktura organizacyjna
1 Batalion strzelców Grupy Wojsk Wsparcia posiadał etat 39 oficerów,  252 podoficerów, 511 szeregowców łącznie - 802 żołnierzy.
- dowództwo batalionu
- kompania dowodzenia (plutony; łączności, przeciwlotniczy, moździerzy, rozpoznawczy, pionierów, gospodarczy i drużyna sanitarna)
- 4 kompanie strzelców[30]

Od włączenia batalionu do 3 Brygady Strzelców w dniu 5 XI 1943 roku, organizacja batalionu przedstawiała się następująco:
- dowództwo batalionu
- kompania dowodzenia
- kompania broni wspierających
- 4 kompanii strzeleckich

## Obsada personalna
Dowódcy batalionu:
- ppłk Kazimierz Kardaszewicz (16 VI 1942 – 1 XII 1943[32])
- ppłk Aleksander Nowaczyński (1 XII 1943 – 10 VI 1947[32])

Zastępcy dowódcy batalionu:
- mjr Mieczysław Borkowski (21 VIII 1942 - 19 XI 1943)[33]
- kpt./mjr Kazimierz Gryziecki (od 19 XI 1943)

Dowódca kompanii dowodzenia
- por. Antoni Popek

Dowódcy 1 kompanii strzeleckiej
- por. Bronisław Nitka

Dowódcy 2 kompanii strzeleckiej
- por. Ignacy Maniowski
- por. Antoni Popek
- por. Józef Dobrowolski

Dowódcy 3 kompanii strzeleckiej
kpt. Jan Świerczyński
por. Tucewicz
Dowódcy 4 kompanii strzeleckiej
- kpt. Zbigniew Jaworski

Dowódcy kompanii wsparcia
- kpt. Tadeusz Estkowski

## Symbole batalionu
Sztandar 

Sztandar ufundowany został przez miasto Breda i wręczony batalionowi 29 listopada 1945
Strona lewa:
Na tarczach: herby Normandii, Flandrii, Brabantu, miasta Bredy i Akcji Katolickiej. Na czerwonym tle – nazwy miejscowości związanych z historią batalionu. Na wstędze wyhaftowana dewiza w języku holenderskim: "Den Vaderland Getrouve" (Wierny Ojczyźnie).
Obecnie sztandar eksponowany jest w Instytucie Polskim i Muzeum im. gen. Sikorskiego w Londynie.
Odznaka pamiątkowa

Odznaka wykonana w metalu, srebrzona i oksydowana; wym. Posiada kształt krzyża, z centralnie umieszczonym orłem polskim na czerwonym tle. Orzeł otoczony wieńcem z liści ostu. Na trzech ramionach krzyża cyfra 8. Odznaka emaliowana, krzyż — granatowy, orzeł, cyfry, wieniec i obramowanie krzyża - białe.
Odznaka specjalna:

Herb miasta Breda noszony na prawym rękawie. Na czerwonym polu tarczy trzy haftowane srebrną nicią krzyżyki św. Andrzeja. Odznaka zatwierdzona rozkazem Szefa Sztabu Głównego L. dz. 984/Og/46 z 13 czerwca 1946 r. Wymiary: 50x40 mm w kształcie tarczy sukiennej. Istnieje kilka wersji odznaki.
Odznaka honorowa:

Na lewym ramieniu sznur czarny. Oficerowie nosili plecione, szeregowcy gładkie.
Oznaka wyróżniająca 

Czerwony szalik (zatwierdzony w 1944)
Proporczyk:

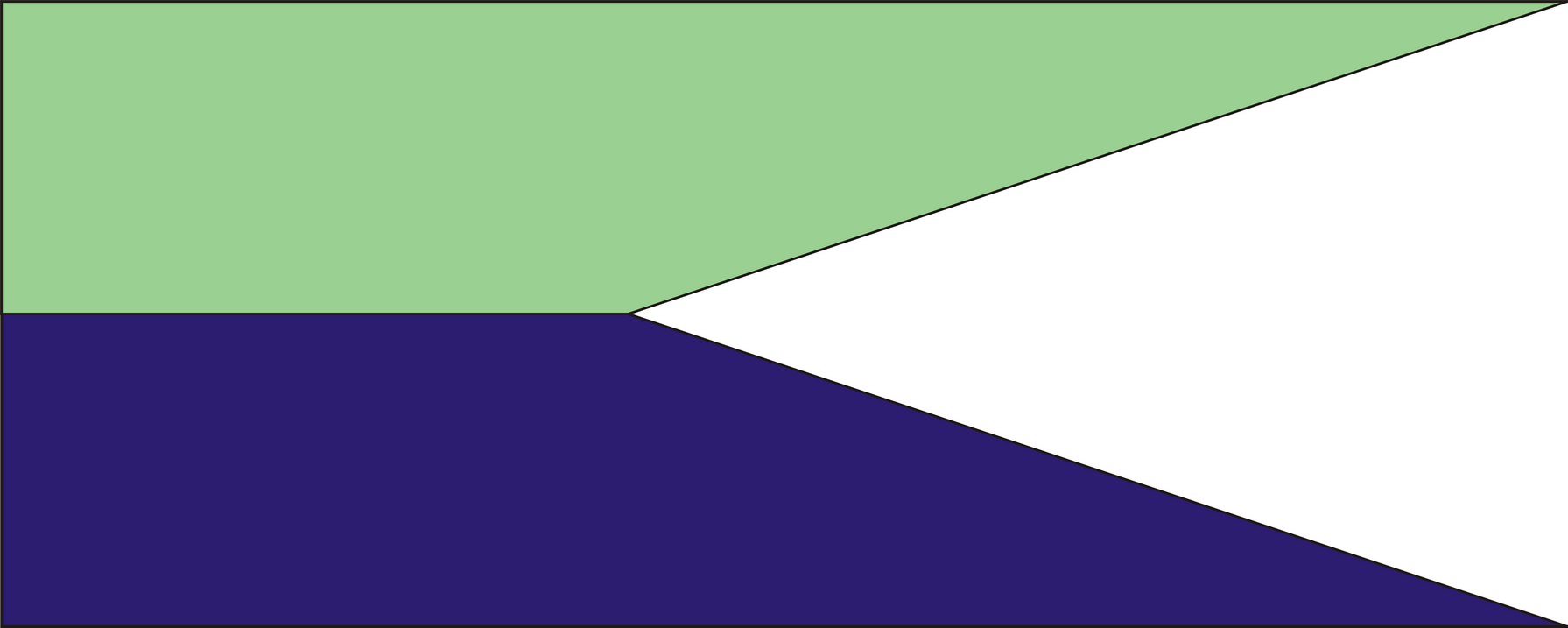
Proporczyk 8 Batalionu Strzelców

Proporczyk kroju kawaleryjskiego seledynowo - granatowy.
Znak na pojazdach: 

## Tradycje
22 kwietnia 1992 na podstawie decyzji Nr 12/MON ministra obrony narodowej 89 Pułk Zmechanizowany przyjął dziedzictwo tradycji 8 Batalionu Strzelców i 9 Batalionu Strzelców Flandryjskich.
Z dniem 30 maja 2008 1 batalion czołgów 34 Brygady Kawalerii Pancernej im. Hetmana Wielkiego Koronnego Jana Zamoyskiego przejął dziedzictwo tradycji 8 Batalionu Strzelców Brabanckich i nazwę wyróżniającą "Brabancki".